# Saint-Julien-Mont-Denis
Saint-Julien-Mont-Denis ist eine französische Gemeinde mit 1.510 Einwohnern (Stand: 1. Januar 2022) im Département Savoie in der Region Auvergne-Rhône-Alpes. Die Gemeinde gehört zum Arrondissement Saint-Jean-de-Maurienne und zum Kanton Saint-Jean-de-Maurienne. Die Einwohner werden Saint-Glenains genannt.

## Geografie
Saint-Julien-Mont-Denis liegt etwa 53 Kilometer östlich von Grenoble am Ufer des Flusses Arc. In der Gemeinde liegt der Berg Croix de Têtes mit 2.492 Metern. Umgeben wird Saint-Julien-Mont-Denis von den Nachbargemeinden La Tour-en-Maurienne mit Hermillon im Norden und Westen, Saint-Martin-de-Belleville im Norden und Nordosten, Saint-Martin-de-la-Porte im Osten, Montricher-Albanne im Süden, Villargondran im Südosten sowie Saint-Jean-de-Maurienne im Westen.
Durch die Gemeinde führen die Autoroute A43 und die frühere Route nationale 6 (heutige D1006).

## Bevölkerungsentwicklung
| Jahr                       | 1962 | 1968 | 1975 | 1982 | 1990 | 1999 | 2006 | 2012 | 2021 |
| Einwohner                  | 1568 | 1678 | 1623 | 1612 | 1716 | 1645 | 1599 | 1644 | 1549 |
| Quellen: Cassini und INSEE |      |      |      |      |      |      |      |      |      |

## Gemeindepartnerschaft
Mit der italienischen Gemeinde Villar Focchiardo in der Provinz Turin (Piémont) besteht eine Partnerschaft.

## Sehenswürdigkeiten
- Turm von Saint-Julien-Mont-Denis aus dem 10. Jahrhundert

## Weblinks

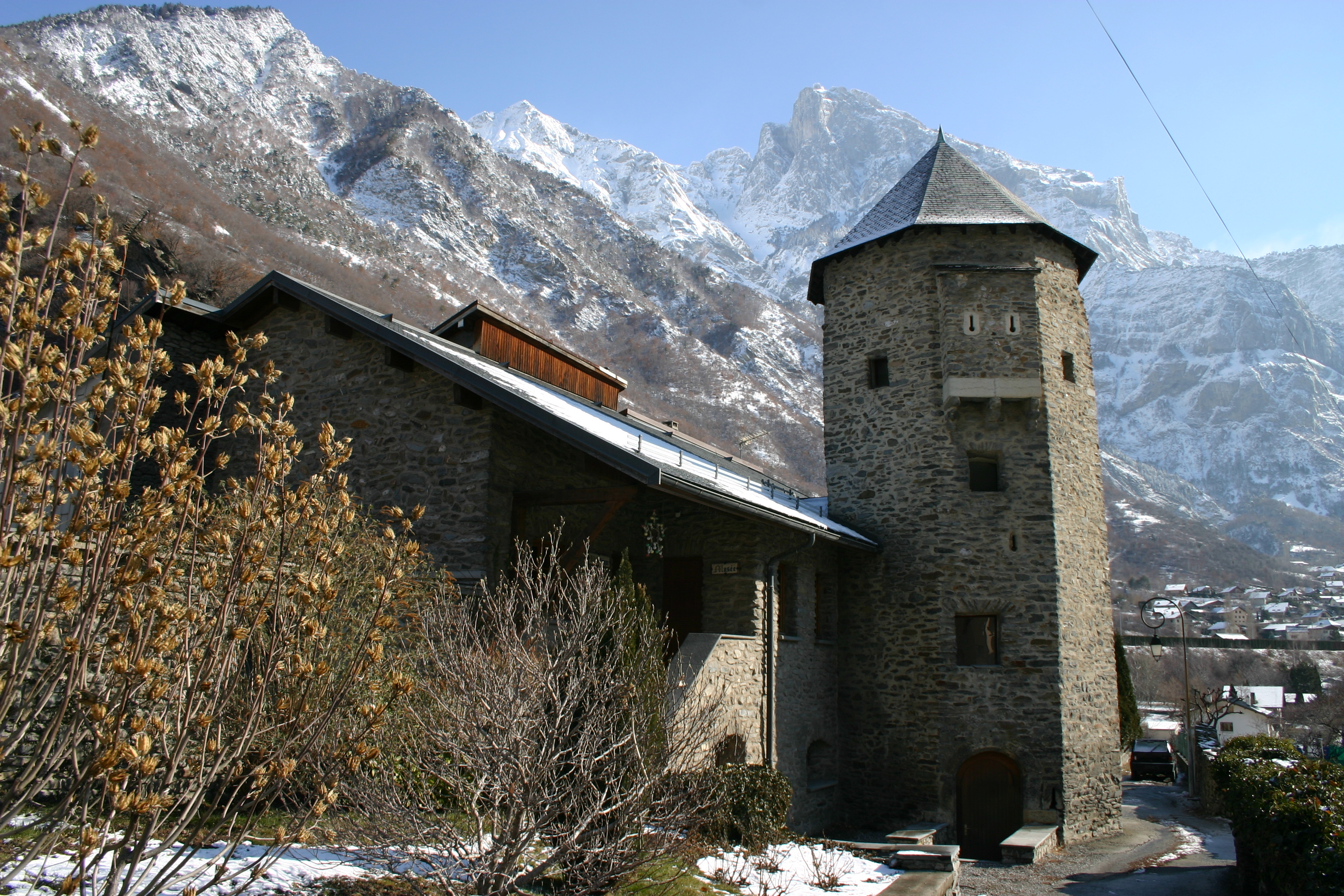
Turm von Saint-Julien-Mont-Denis